# Leistungsmittelwert
Der Leistungsmittelwert wird zur Berechnung des Netznutzungsentgelts herangezogen, das einen Teil des Strom- oder auch Gaspreises ausmacht.
Der Mittelwert der Leistung errechnet sich aus dem angefallenen Energieanteil während der Messperiode dividiert durch die Messperiodendauer.
{\displaystyle \mathrm {Leistungsmittelwert={\frac {Energie}{Messdauer}}} }
Beispiel:
{\displaystyle \mathrm {{\frac {250\,Wh}{15\,min}}={\frac {250\,Wh}{0{,}25\,h}}=1000\,W=1\,kW} }
Der Energiebezug wird von Verteilnetzbetreiber mit einem entsprechenden Zähler in zyklischen Messperioden gemessen (registrierende Leistungsmessung). Die Messperiodendauer beträgt in der Regel 15 Minuten bei Strom und 60 Minuten bei Gas. Die in diesem Zeitraum verbrauchte Energie (kWh) wird als Leistungsmittelwert (kW) erfasst und gespeichert.